# Procridia metallica
Procridia metallica là một loài bướm đêm thuộc phân họ Arctiinae, họ Erebidae.